# Ragulino
Ragulino (ros. Рагулино) – wieś (ros. деревня, trb. dieriewnia) w zachodniej Rosji, w osiedlu wiejskim Diwasowskoje rejonu smoleńskiego w obwodzie smoleńskim.

## Geografia
Miejscowość położona jest przy drodze magistralnej M1 «Białoruś», 3 km od drogi regionalnej 66N-1807 (Awtozaprawocznoj Stancyi – Smoleńsk), 8 km od drogi federalnej R120 (Orzeł – Briańsk – Smoleńsk – Witebsk), 1 km od centrum administracyjnego osiedla wiejskiego (Diwasy), 10,5 km od Smoleńska, 8,5 km od najbliższej stacji kolejowej (Smoleńsk).

## Demografia
W 2016 r. miejscowość zamieszkiwało 13 osób.